# Vasko Popa

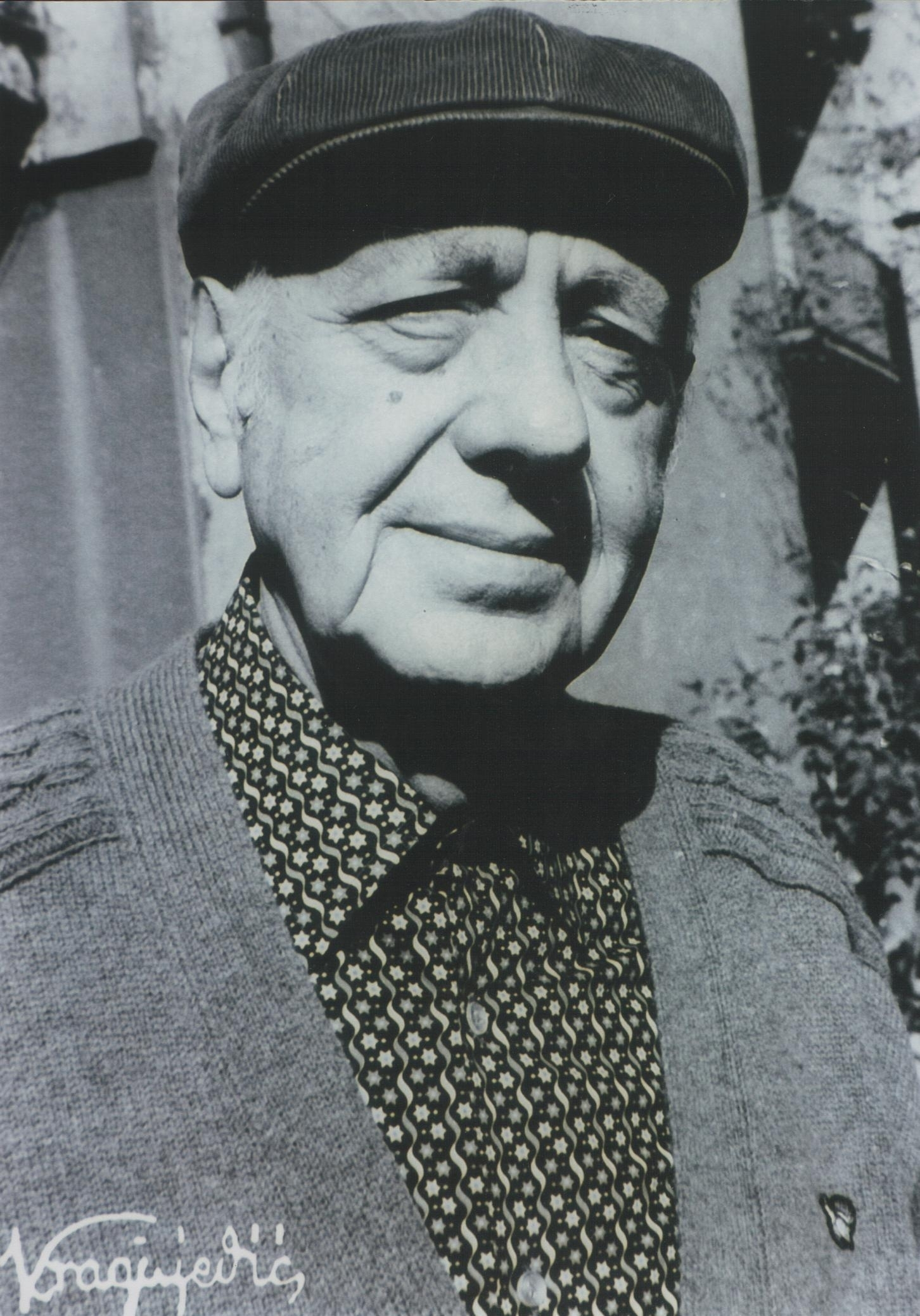
Vasko Popa

Vasile ‚Vasko‘ Popa (serbisch-kyrillisch Васко Попа, geboren am 29. Juni 1922 in Grebenac; gestorben am 5. Januar 1991 in Belgrad) war ein serbischer Dichter.

## Leben
Popa wurde 1922 in Grebenac in der Vojvodina geboren. Er gehörte der rumänischen Minderheit an. Nach dem Abschluss des Realgymnasiums studierte Popa in Belgrad, Bukarest und Wien. Nach dem Ende des Zweiten Weltkriegs, in dem er im Konzentrationslager Bečkerek interniert war, schloss Popa sein Studium der Romanistik in Belgrad ab. Seine ersten Gedichte veröffentlichte er nach dem Krieg in den Zeitungen Književne novine und  Borba. Von 1954 bis 1979 arbeitete er im Nolit- Verlag als Lektor. Für sein Werk wurde er schon zu Lebzeiten mit zahlreichen Literaturpreisen ausgezeichnet. Vasko Popa starb am 5. Januar 1991 in Belgrad an Krebs.

## Literarisches Schaffen
Vasko Popa schrieb im modernistischen Stil und vermischte Surrealismus und serbische Volkspoesie. Seine Gedichte waren nicht gereimt, oftmals Aphorismen. Der englische Dichter Ted Hughes nannte Popa einen „epischen Dichter“. Auch Octavio Paz zählte zu Popas Bewunderern.

## Kritik
„Doch in seinen Gedichten ist er bei den Gegenständen seiner banatischen Vorkriegskindheit geblieben, bei der Kastanie im Hals, den roten Totenstiefeln im Sarg – bei dem normal unheimlichen Kram einer lang verlorenen Zeit, in der die alten Frauen noch mit den Wölfen verkehrten und am Abend Kuchen mit Kerzen für die Toten auf kleine Bretter stellten. Popa erzählt von den Dingen des Dorfes mit den knappen, kargen Gesten eines dünnhäutigen Großstadtmenschen, der es gewohnt ist, mit dem Nachtzug nach Paris zu fahren, um seinen surrealistischen Dichterfreunden von den Wolfsmenschen und ihrem großen Geheul zu berichten.“

## Werke
- Kora (Кора), 1953
- Nepočin polje (Непочин-поље), 1965
- Sporedno nebo (Споредно небо), 1968
- Uspravna zemlja (Усправна земља) 1972
- Vučja so (Вучја со), 1975
- Kuća nasred druma (Кућа насред друма), 1975
- Živo meso (Живо месо), 1975
- Rez (Рез), 1981